# Сырве (маяк)
Маяк Сырве (эст. Sõrve tuletorn) — один из старейших маяков в Эстонии. Изначально был построен в 1646 году купцом по имени Эберт-Деллингсгаузен, нынешнее сооружение датировано 1960 годом.
Маяк расположен в деревне Сяэре, на мысе Сырве и обеспечивает безопасность плавания в Ирбенском проливе.

## История
Изначально был выполнен из дерева и имел высоту 34,7 метра над уровнем моря. Из-за плохого выбора местоположения конструкция могла быть затоплена, вследствие чего маяк был разобран и перенесён на более безопасное место.
В 1807 году деревянную башню заменили на каменную и её высота увеличилась до 35 метров.
В 1850 году башня была надстроена и в результате имела высоту уже в 36,5 метров. В это же время рядом с маяком были построены деревянные дома для обслуживающего персонала.
В 1918 году маяк попал в зону боевых действий, но вскоре был восстановлен и полностью функционировал.
Во время Второй мировой войны он получил серьёзные повреждения и был отремонтирован только к 1949 году.
В 1960 году каменная башня была заменена на железобетонную. В результате этого высота маяка увеличилась до 48 метров над уровнем моря.